# ایمپریال بیچ (کالیفرنیا)
ایمپریال بیچ (به انگلیسی: Imperial Beach) شهری در شهرستان سن دیه‌گو، کالیفرنیا ایالت کالیفرنیا است که در سرشماری سال ۲۰۱۰ میلادی، ۲۶۳۲۴ نفر جمعیت داشته‌است.